# خواکین سورریباس
خواکین سورریباس (انگلیسی: Joaquín Sorribas؛ زادهٔ ۲۷ ژوئن ۱۹۷۸) بازیکن فوتبال اهل اسپانیا است.
از باشگاه‌هایی که در آن بازی کرده‌است می‌توان به باشگاه فوتبال اوئسکا و باشگاه فوتبال آلمریا اشاره کرد.